# Giacomo Devoto
Giacomo Devoto (Génova, 19 de julio de 1897-Florencia, 1974) fue un glotólogo y lingüista italiano, uno de los máximos exponentes de la disciplina del siglo XX.

## Biografía
En 1939 fundó con Bruno Migliorini la revista Lingua Nostra.
En enero de 1945, después de la Liberación, fundó en Florencia junto a Piero Calamandrei, Corrado Tumiati, Enzo Enriques Agnoletti y Paride Baccarini la Associazione Federalisti Europei (sus siglas AFE, en español Asociación Federalistas Europeos), desembocando después en el Movimiento Federalista Europeo fundado por Altiero Spinelli, los cuales tuvieron entre los años 1947-1948 un rol importante.
Recibió varios títulos "honoris causa" de la universidad de París, Basilea, Estrasburgo, Berlín (Humboldt), Cracovia, Zagabria y Lima.
Fue Presidente de la Accademia della Crusca a partir de diciembre de 1963, Académico de Dinamarca y Finlandia, Emérito de Glotología y Rector de la Università degli Studi di Firenze.
Fue autor con Gian Carlo Oli del Dizionario della lingua italiana (Diccionario de la lengua italiana) de Le Monnier y del Vocabolario illustrato della lingua italiana (Vocabulario ilustrado de la lengua italiana).
Fue uno de los máximos expertos a nivel internacional de lingüística indoeuropea (Origini indoeuropee, 1962), latina (Storia della lingua di Roma publicado en 1940) e italiana (Avviamento alla etimología italiana de 1968, Il linguaggio d'Italia editado en 1974, etc.)

## Obras
- Antichi italici. 1931 (Antiguos Itálicos)
- Storia della lingua di Roma. Capelli Editore, 1991, I ed. 1939 (Historia del idioma de Roma)
- Studi di stilistica, 1950 (Estudios de estilística)
- I fondamenti della storia linguistica. 1951 (Los fundamentos de la historia lingüística)
- Profilo di storia linguistica italiana. 1953 (Perfil de la historia lingüística italiana)
- Origini indoeuropee. Edizioni di Ar, [2008], I ed.1962 (Orígenes indoeuropeos)
- I dialetti delle regioni d'Italia. Sansoni, Florencia  1972, con Gabriella Giacomelli (Los dialectos de las regiones de Italia)
- Le origini e la lingua dei Lettoni en "Letonia". 1939 (Res Balticae 1997) (Los orígenes del idioma de los Letones)
- Le letterature dei paese baltici, Sansoni 1969 (La literatura de los países bálticos)